# Les Makes
Les Makes sont un lieu-dit de l'île de La Réunion, un département d'outre-mer français dans le sud-ouest de l'océan Indien. Il est situé autour de (mille) 1 000 mètres d'altitude, sur un plateau incliné appelé plaine des Makes et relevant de la commune de Saint-Louis. Labellisé Villages Créoles, il accueille depuis 1992 un observatoire astronomique, l'observatoire astronomique des Makes.
La conservation de l'environnement naturel et de la biodiversité est une priorité essentielle aux Makes, où diverses initiatives de préservation sont mises en œuvre pour protéger les forêts et les espèces endémiques de l'île.

## La "fenêtre" des Makes
Depuis le village des Makes, une magnifique route forestière vous conduit en 45 minutes en voiture jusqu'au belvédère de "La Fenêtre", perché à une altitude de 1587 mètres.
Depuis ce remarquable belvédère, vous aurez une vue imprenable sur les îlets, les pitons et les imposants remparts qui encerclent le célèbre cirque du Sud, tous inscrits au Patrimoine mondial de l’UNESCO en raison de leur importance géologique et culturelle.
De là, vous pourrez également admirer la route touristique de Cilaos, réputée pour ses 400 virages spectaculaires.
Pour les amateurs de photographie, cet endroit offre une occasion unique de capturer des paysages panoramiques ainsi que des séquences de « time lapse » mettant en lumière les variations et la montée des nuages au-dessus des sommets.

## Histoire
Les Makes doivent leur appellation à l'activité d'exploitation forestière qui était florissante au XIXe siècle. Les forêts environnantes (forêt des Makes), regorgeant de bois précieux, ont suscité l'intérêt des colons français de l'époque. Par la suite, la région s'est transformée en une destination prisée pour le repos et la détente, tant pour les habitants de l'île que pour les visiteurs en quête de fraîcheur et de quiétude.

## [3]Références[4]
1. ↑  Carte de randonnée. St-Pierre. Cirque de Cilaos. île de La Réunion, Institut géographique national, n°4405 RT, 2002.
2. ↑  « Présentation », site Internet de l'observatoire astronomique des Makes.
3. ↑  « Les Makes - Saint-Louis », sur Île de la Réunion Tourisme (consulté le 29 avril 2024)
4. ↑  « La "fenêtre" des Makes », sur Offices de tourisme du Sud de l'île de La Réunion (consulté le 29 avril 2024)